# ヤクブ・プルジゴンスキー
- ヤクバ・ポリゴンスキー
- ヤクバ・ポリゴンスキ
- ヤクブ・プリジゴンスキー
- ヤコブ・プシュゴンスキー
- ヤコブ・プシュゴイスキー
- ヤコブ・プシゴンスキ
- ヤコブ・プジゴンスキー
- ヤコブ・ライゴンスキー

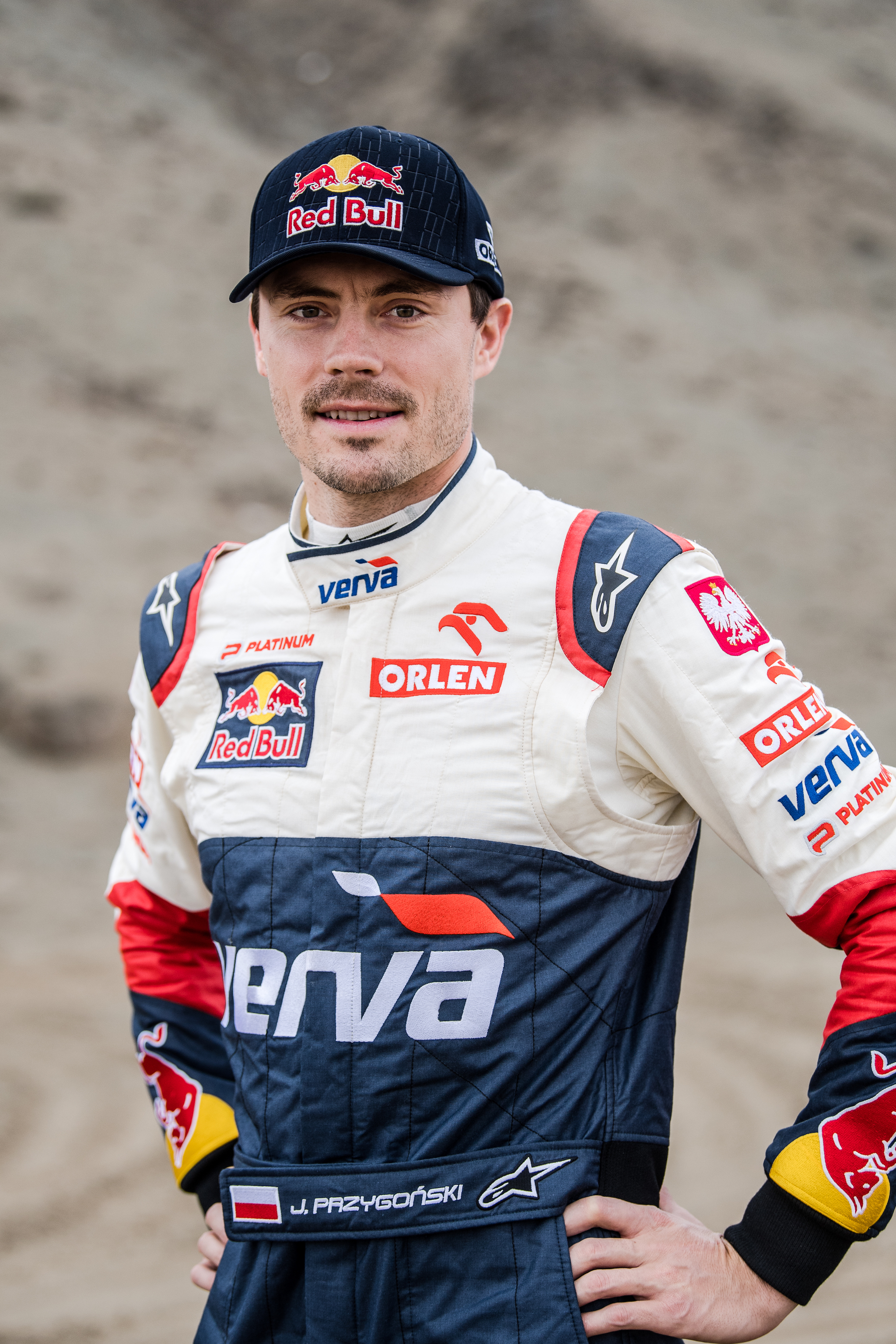
2018年ダカール・ラリーにて

ヤクブ・"クバ"・プルジゴンスキー（Jakub "Kuba" Przygoński、1985年3月24日 - ）は、ポーランドのラリーレイド選手、元二輪ライダー、およびドリフト選手。

## 名前の表記について
名前の日本語表記は専門誌でも統一されておらず、他のドライバーと比べても異なる表記例の数が非常に多い。しかも同じ媒体でも、月日が経つと表記が変化している例もしばし見られる。
毎年ダカール・ラリーのダイジェスト放送を行っているJ SPORTSでは過去には「ポリゴンスキー」、近年は「ポリゴンスキ」としており、日本のダカールファンはこれを使う場合が多い。実際に、早口な英語実況ではこのように聞こえる場合もしばしある。
一方で『オートスポーツ』では2019年時点で「プシュゴイスキー」の表記も見られる。同誌は2022年時点では「プリジゴンスキー」を用いている。
『ラリーXモバイル』では過去に「プシュゴンスキ」、後に『プシュゴンスキー』を用いている。本田技研工業のホームページでは『プシゴンスキ』、さらに2021年の『ラリープラス』では『ライゴンスキー』も用いられた。
本記事では単に英語読みをした場合の『プルジゴンスキー』を記事名としている。2016年時点の『ラリープラス』や2023年時点の『Motorsport.com』
がこれを採用している。
名前についても「ヤコブ」「ヤクバ」、ニックネームも「クパ」など様々であるが、本記事ではやはり英語読みに倣った「ヤクブ」「クバ」を採用している。「ヤクブ」は2022年時点の『オートスポーツ』が用いている。
J SPORTSやラリーXモバイルの例の通り、姓の最後を「スキー」にするか「スキ」にするかでも分かれるため、姓名に加えてこの組み合わせを考慮すると、表記のパターン数は膨大なものになる。

## 経歴

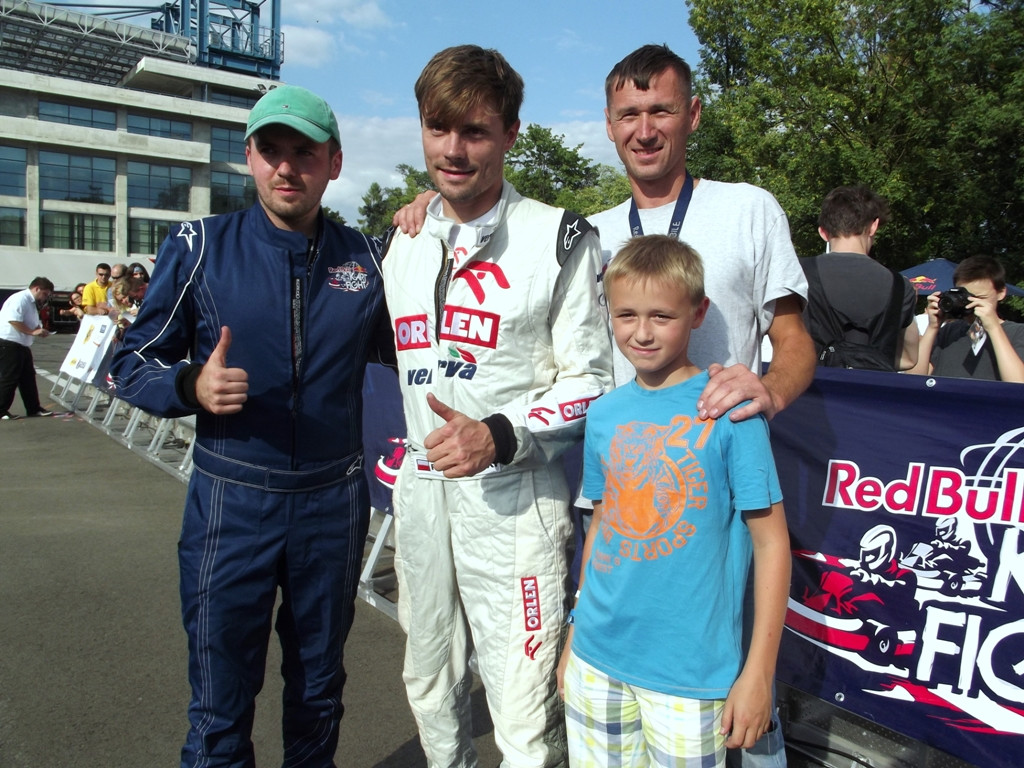
2013年レッドブル・カート選手権にて（中央）

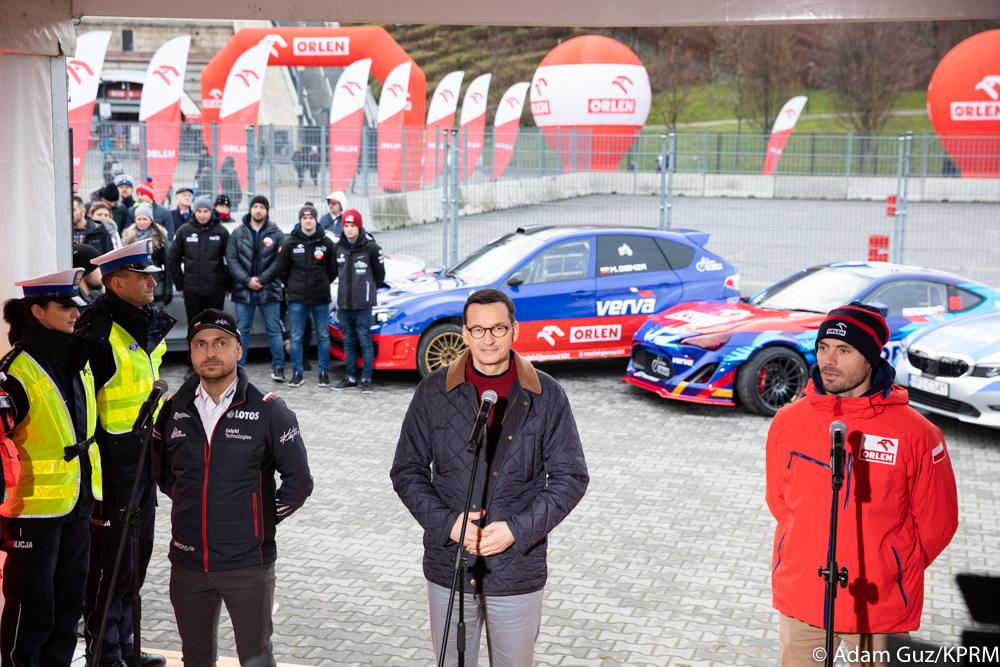
2019年マテウシュ・モラヴィエツキ首相（中央）とともに。左はERC王者カエタン・カエタノビッチ

13歳からバイクに親しむ。ワルシャワ工科大学で自動車工学・建設機械工学の学部を卒業した。
2004年にポーランド国内のエンデューロ選手権で、250cc超クラスでチャンピオンとなる。またISDE（6日間に渡って行われるエンデューロの国際大会）で金メダルを獲得した。
2007年にポーランドの石油会社「オーレン」の組織したラリーチームに所属し、FIMクロスカントリーラリー世界選手権を戦う。
2008年に競技ドリフトにデビュー。
2009年にダカール・ラリーにKTMで初挑戦し、総合11位で完走。以降2015年までKTMで二輪部門に参戦する。
2012年ダカールはエンジンの爆発によりリタイアした。この年レッドブルアスリート入りを果たす。また当時公に交際していたミス・ユニバース決勝進出者のマルツェリナ・ザヴァツカを応援するエントリーをFacebookに投稿するが、その中で「毎日投票しよう。結局、コンゴのサルは勝つことはできない」と書いてしまい、炎上して削除するというひと悶着があった（彼は陳謝しつつもアカウントが何者かにハックされて投稿されたと主張している）。その後間もなく二人は別れた。
2013年に1,000馬力以上にチューニングしたトヨタ・86でドリフト最速記録に挑戦。217.97km/hで、従来の記録を30km/h上回りギネス記録を達成した。この記録は2016年まで保持された。
2014年はダカールで自己最高の6位となるが、アブダビ・デザート・チャレンジで脊椎を骨折している。リハビリの末2015年のダカールに出場し、これを最後に四輪へ転向した。
2015年にポーランドのドリフト選手権を制覇。
2016年にX-raid MINIに加入し、プジョー最強軍団との戦いの最前線に身を投じる。ナビはベラルーシのラリー王者であるアレクセイ・ルドニツキ。
2017年はナビがトラック部門での優勝経験があるベルギー人のトム・コルソウルへと交代。この年ポーランドのドリフト選手権で2度目のタイトルを獲得。
2018年ダカールでは総合5位を獲得。またFIAクロスカントリーラリー・ワールドカップのタイトルを獲得、さらにドリフト選手権も防衛した。
2019年ダカールでは自己最高の総合4位でフィニッシュ。
2020年はコルソウルがトヨタ陣営のベルナルド・テン・ブリンケの下へ移籍し、ドイツ人で2011年ウィナーで当時ヤジード・アル＝ラジのナビだったティモ・ゴットシャルクがナビとなった。4度目の国内ドリフト選手権制覇を果たし、国内オフロードラリー王者、並びに国内ラリークロス副王者にもなった。
2021年のみオーバードライブ・レーシングでトヨタ・ハイラックスをドライブした。
2022年にX-raidに復帰。サインツとペテランセルがアウディに移籍したため、セバスチャン・ハルパーンと並んでX-raidのエース格として戦う。この年総合6位。ドリフトマスターズ欧州選手権（DMEC）ではこの年最年少WRC王者となるカッレ・ロバンペラのトヨタ・GRスープラと相見え、トヨタ・86をドライブして見事に打ち破った。
2023年は最新の四輪駆動車であるMINI・JCWラリープラスをドライブし17位完走。ゴットシャルクがオーバードライブ・レーシングのルーキーのルーカス・モラエスを担当するため、ナビはスペイン人二輪ライダーのアルマン・モンレオンが就任した。この年、ポーランドドリフト選手権のプロモーターに就任した。
競技以外では、ディズニー映画「カーズ3」のポーランド版吹き替えである「オート3」において、ババ・ホイールハウス・ジュニアの声優を担当している。

## 私生活
ニーナとアリナという2人の娘がいる。